# Ste-Thérèse (Vasperviller)

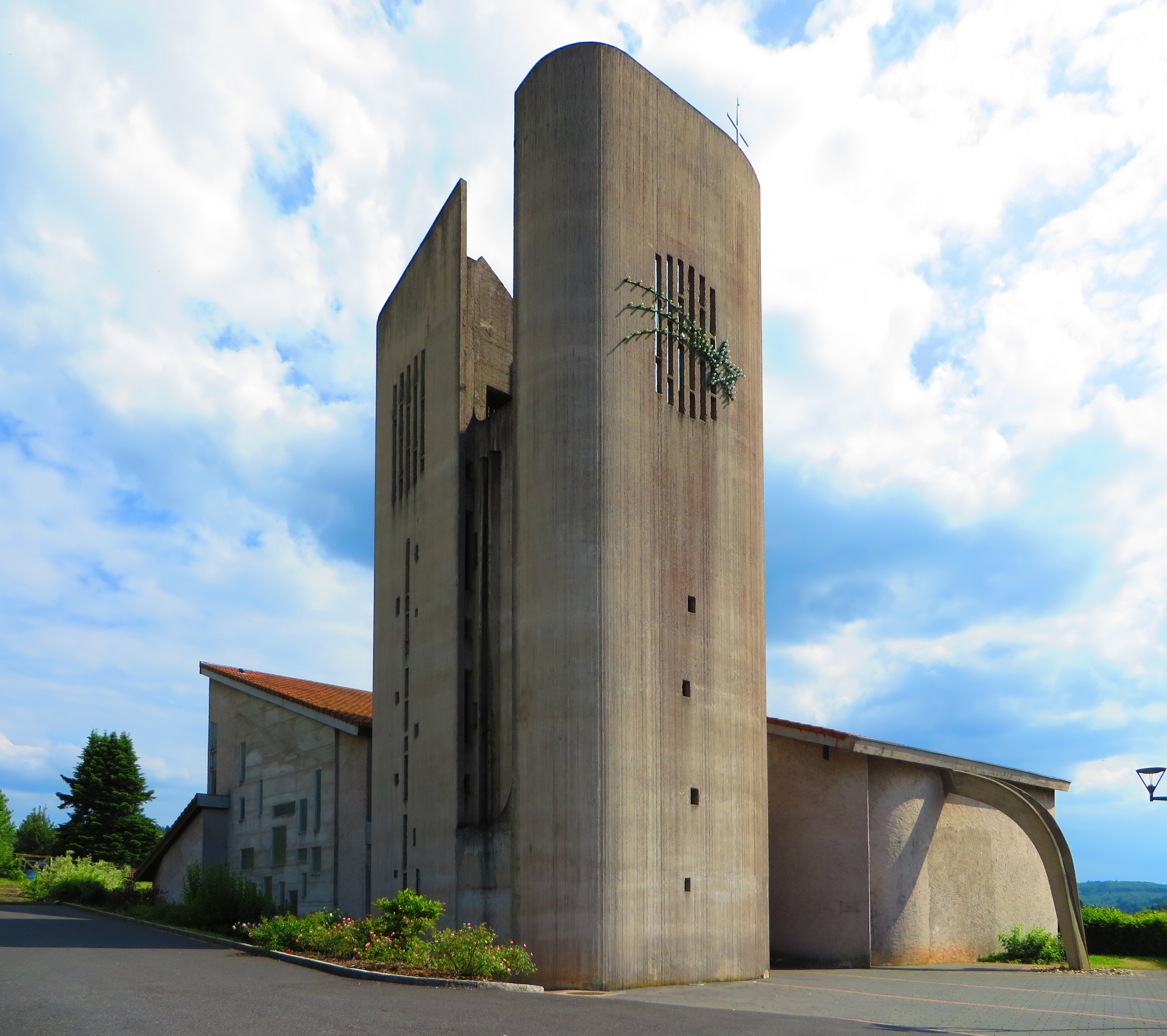
Kirche Sainte-Thérèse in Vasperviller

Ste-Thérèse (vollständiger Name: Église Sainte-Thérèse-de-l’Enfant-Jésus) ist eine der Heiligen Theresia vom Kinde Jesu gewidmete römisch-katholische Kirche in der kleinen französischen Gemeinde Vasperviller im Département Moselle. Sie liegt mitten im Dorf, ist dessen markantestes Bauwerk und vor allem durch den wuchtigen Betonturm weithin sichtbar.

## Entstehungsgeschichte
Seit den 1950er Jahren reiften in der Gemeinde Pläne, die zu klein und baufällig gewordene „Baracken“-Kirche aus dem Jahr 1946 durch einen zeitgemäßeren Bau zu ersetzen. 1964 entschied sich das Baukomitee für den Entwurf des nach dem Krieg aus Deutschland in die Region zugezogenen Architekten Karl Litzenburger. Dieses zunächst in Gemeinde und zuständigem Bistum Metz umstrittene Konzept profitierte von der vom Zweiten Vatikanischen Konzil gebilligten liturgischen Erneuerung und wurde noch während der Bauzeit immer wieder angepasst. Bei der Überwindung einiger Schwierigkeiten half der französische Kulturminister André Malraux. 1967 wurde mit dem Bau begonnen, die Einweihung fand am 29. September 1968 statt. 1973 kamen die Glocken und 1984 die Orgel hinzu.
Die Baukosten von etwa 400.000 Francs konnten durch Spenden, unbezahlte Arbeit von Bürgerinnen und Bürgern sowie eine strikte Ausgabendisziplin niedrig gehalten werden. Der Rohbau wurde durch die Firma Bopp & Dintzner aus Sarrebourg errichtet, die weiteren Arbeiten wurden in Eigenleistung und von mehreren kleinen Firmen ausgeführt.

## Architektur
Die 1968 eingeweihte Kirche ist von der Wallfahrtskapelle Notre Dâme du Haut in Ronchamp und deren Baumeister Le Corbusier beeinflusst, wurde aber technisch und materiell mit deutlich bescheidenerem Aufwand verwirklicht. Jede der vier vorwiegend in Ziegelbauweise ausgeführten und mit Ausnahme der Nordwand hell verspachtelten Fassaden des annähernd quadratischen Gebäudes weist eine eigene Form auf, die Wände sind außen wie innen durch konkave und konvexe Formen rhythmisiert. Entsprechend den Konzepten organischen Bauens im Rahmen einer gemäßigten Moderne herrschen asymmetrische Raumbeziehungen vor. Auf Ornamentik wurde verzichtet. Stattdessen wurde auf die Lichtführung mittels verschiedener Fensteröffnungen und einen harmonischen Gesamteindruck Wert gelegt.
Im Wesentlichen bestimmen vier Volumina das Bauwerk, die aber im Inneren etwa durch Sichtachsen und einen gemeinsamen Schieferplatten-Fußboden eng miteinander verbunden sind: ein in Silo-Bauweise errichteter Betonturm mit der zum Vorraum offenen Taufkapelle im Erdgeschoss, der Vorraum mit Motiv-Fenstern und Orgel, der eigentliche Kirchenraum und eine Kapelle.
In der südwestlichen Rundung wurde der Altar platziert. Der Kirchenraum wird von einem Schrägdach überspannt, dessen Höhe von fünf Meter im Westen bis zu zwölf Meter im Osten aufsteigt. Dort hat Architekt Litzenburger die Kapelle als „Turm in der Kirche“ verwirklicht, die dem Gedenken an drei moderne Märtyrer aus der Region gewidmet ist. Eine Eisenskulptur erinnert an den katholischen Priester Georges Meyer, den mennonitischen Landwirt Henri Mosimann und den jüdischen Kaufmann Moïse Perkalowitsch, die während des Zweiten Weltkriegs von den nationalsozialistischen Besatzern ermordet wurden.
Besondere Beachtung haben die Glasfenster in der Nordfassade gefunden. Leitthema der 17 verschieden großen Fenster ist der Stammbaum Christi. Auf einer Scheibe hat die Künstlerin Gabriele Kütemeyer den Kopf eines heidnischen Idols mit den Zügen von Adolf Hitler versehen.

## Konstruktion und Daten
Mit Ausnahme des Glockenturms, der in Silobauweise aus Beton errichtet wurde, ist das Gebäude im Wesentlichen aus Ziegelsteinen, verstärkt durch Stahlbeton, ausgeführt. An den Fassaden wurde innen wie außen ein gespachtelter Rohputz aufgetragen und mit heller Farbe überzogen. Lediglich die Wand für die tief eingeschnittenen Lochfenster ist in grauem Beton gehalten. Für die Dächer wurden rustikale Dachziegel verwandt.
Der Grundriss ist einer annähernd quadratischen Fläche von 30 × 30 Metern eingeschrieben. Der eigentliche Kirchenraum umfasst rund 300 m² und ist auf maximal 175 Sitzplätze ausgelegt.
Die Orgel von Ste-Thérèse steht nicht auf einer Empore, sondern im Kirchenraum zu ebener Erde. Sie wurde 1984 von Théo Haerpfer gebaut und verfügt über acht Register auf zwei Manualen und Pedal mit folgender Disposition:
| Grand-Orgue      |       |
| Montre-Flûte     | 8′    |
| Prestant         | 4′    |
| Nazard           | 2 ⁄3′ |
| Plein-Jeu III-VI |       |

| Récit         |    |
| Bourdon       | 8′ |
| Flûte conique | 4′ |
| Quarte        | 2′ |

| Pédale |    |
| Flute  | 8′ |

## Nutzung und Rezeption des Baus
Nachdem die Kirche in der Anfangszeit teilweise begeisterten Zuspruch erhielt – so bezeichnete sie Verteidigungsminister Pierre Messmer 1968 als die „schönste moderne Kirche Frankreichs“ – wurde sie längere Zeit überregional nur wenig beachtet. Allerdings fand das „Hitler-Fenster“ hin und wieder Erwähnung. 2016 wurde das Bauwerk schließlich staatlicherseits als bemerkenswertes Zeugnis zeitgenössischer Architektur (»Architecture contemporaine remarquable«) anerkannt.
Die Kirche besitzt Reliquien der Heiligen Theresia vom Kinde Jesu, die alljährlich anlässlich des Kirchweihfestes am ersten Sonntag im Oktober gezeigt werden. Infolge des allgemeinen Säkularisierungsprozesses wurde im 21. Jahrhundert die Zahl der Gottesdienste stark verringert. Die Kirche wird aber auch für kulturelle Zwecke wie Konzerte oder Buchmessen genutzt.